# Bruzelia ascua
Bruzelia ascua är en kräftdjursart som beskrevs av J. L. Barnard 1966. Bruzelia ascua ingår i släktet Bruzelia och familjen Synopiidae. Inga underarter finns listade i Catalogue of Life.